# Robert Crause Baden-Powell
Robert Crause Baden Powell III Barón Baden Powell (15 de octubre de 1936, Johannesburgo, Sudáfrica-28 de diciembre de 2019, Surrey, Inglaterra, Reino Unido) fue el hijo mayor de Carine Boardman y Peter Baden-Powell, segundo barón de Baden-Powell, y nieto del fundador del movimiento Scout, teniente general Robert Baden-Powell y de Olave Saint Claire Soames.

## Biografía
Nació en Johannesburgo, Sudáfrica, donde era el hogar de su madre. su padre era Arthur Robert Peter Baden-Powell, quien era un oficial de la policía británica de Sudáfrica y de Carine Crause Boardman, quien era una enfermera. Tras la muerte de su abuelo, el primer Lord Baden-Powell, el padre de Robert, Peter, que había estado trabajando en Rhodesia del Sur desde 1935, se convirtió en el segundo Lord Baden-Powell. En 1949, cuando Robert tenía 12 años, la familia regresó a Gran Bretaña.
Fue educado en Bryanston School. Para su Servicio Nacional, sirvió como un destacado marinero en la Marina Real Británica, y durante la Crisis de Suez, sirvió en el portaaviones de flota ligera HMS Bulwark.
Al dejar la Marina Real Británica, estableció un negocio de licores en Nottingham, al que llamó "Whisky a Gogo". Tras la muerte de su padre en 1962, le sucedió en la baronía y el cargo de baronet. El 1 de agosto de 1963, se casó con Patience Hélène Mary Batty, única hija del mayor Douglas Myers Batty, de Melsetter, Rhodesia del Sur (ahora Zimbabue), con su esposa Elsie May Loker. Posteriormente descubrieron que habían estado juntos en la escuela primaria en Rhodesia del Sur.

## Escultismo
Lord Baden-Powell se unió al Movimiento Scout como Lobato en 1946 en Rhodesia del Sur. Como adulto, comenzó su carrera en el escultismo como Asistente de Líder Scout con el 100th Nottingham Group entre 1959 y 1962. Después de la muerte de su padre en 1962, se mudó a Londres y se convirtió en líder del explorador de grupo y Venture líder de explorador del 6th Putney Group desde 1965 hasta 1969, y también fue un líder con la Unidad de Exploración Ripley Venture.
Aparte de estos roles locales, también sirvió a la Asociación Scout Británica en una serie de capacidades nacionales e internacionales:
- Comisionado del Jefe Scout (1968-1982);
- Presidente del Consejo Scout de West Yorkshire (1972-1988);
- Miembro del Comité del Consejo (1972-1978)
- Miembro del Subcomité de Propósitos Generales (1973-1981); y
- Vicepresidente (1981-2019).

Dirigió el contingente británico al 14 ° Jamboree Scout Mundial de 1975 en Lillehammer, Noruega, fue Subjefe de Campamento para dos Jamborees Scout Canadienses (1977 y 1981) y también para el 15 ° Jamboree Scout Mundial en Canadá en 1983, donde se le presentó con los premios más altos tanto en la OMMS ( Lobo de Bronce ) como en los Scouts de Canadá (Silver Fox). Encabezó la delegación británica a la Conferencia Scout Mundial en Nairobi en 1973, y asistió a otras dos como miembro de la delegación.
Premios Scouts
- Bellota de plata británica
- Reino Unido lobo plateado
- Zorro plateado canadiense.

## Negocios
La carrera de Lord Baden-Powell implicó un tiempo como vendedor de automóviles, comerciante de vinos y como oficial de relaciones públicas de la BBC.
- Presidente de London and Cheshire Insurance Company (1961-1966)
- un corredor de finanzas de una autoridad local en la ciudad de Londres (1964-1984)
- Director de City Share Trust (1964-1970)
- Director de Bolton Building Society (1974-1988)
- Director general de Fieldguard Limited desde 1984 hasta su muerte.
- Director de la Junta de Londres de la Sociedad de la Construcción de Cheltenham & Gloucester .

También fue director de varias sociedades fiduciarias (ahora parte de F&C) y de otras empresas. Fue presidente de la Asociación de Vivienda Sheldon Grange.

## Muerte
Lord Baden-Powell murió en su casa en la madrugada del sábado 28 de diciembre de 2019, después de una larga batalla contra el cáncer.

## Heráldica

Escudo de armas comenzado a usar por el I Barón Baden-Powell de Gilwell.
- Cimera
  - Primera: león pasante de oro, en la garra una lanza rota inclinada, pendiendo de ella por una cinta de gules un escudo descansando sobre la corona de sable cargado de una punta de lanza de oro (Powell);
  - Segunda: saliendo de una corona castrense de oro, medio león rampante de gules, coronado de oro con la misma corona, cargado sobre el hombro de una cruz paté en argén y sosteniendo con las garras una espada guarnecida de oro (Baden).
- Corona. Corona de barón.
- Blasón. Cuadrantes:
  - 1° y 4°: de faja de oro y argén, un león rampante de gules entre dos lanzas erectas (Powell);
  - 2° y 3°: de argén, un león rampante coronado con una corona castrense de oro entre cuatro cruces paté de gules y las mismas flores de lis de azur alternadas (Baden).
- Tenantes
  - Diestra: Un oficial del 13°/18° regimiento de Husares en uniforme completo y la espada desenvainada sobre el hombro.
  - Siniestra: Un Scout sosteniendo un bordón.
- Lema'. Ar Nyd Yw Pwyll Pyd Yw (Donde hay constancia, habrá un Powell).